# Svchost.exe
Svchost.exe（服务主机，或称SvcHost）是一个系统进程，可以在Windows NT系列操作系统中托管一个或多个Windows服务。Svchost对于实现共享服务进程至关重要，在这种方式下，多个服务可以共享一个进程，以减少资源消耗。将多个服务组合到单一进程中可以节省计算资源，这一点对NT设计者来说尤其重要，因为在Windows操作系统中创建进程比其他操作系统（例如Unix家族）需要更多时间和内存。然而，如果其中一个服务引起未处理的异常，整个进程可能会崩溃。此外，对最终用户而言识别组件服务可能更加困难。用户经常报告与各种托管服务（特别是与Windows Update相关的问题），并由媒体作为涉及svchost的新闻报道。
Svchost进程首次出现在Windows 2000中，尽管自Windows NT 3.1以来就已存在对共享服务进程的底层支持。

## 实施
其可执行文件%SystemRoot%\System32\Svchost.exe 或 %SystemRoot%\SysWOW64\Svchost.exe（针对在64位系统上运行的32位服务）以多个实例运行，每个实例托管一个或多个服务。
在SvcHost中运行的服务以动态链接库（DLLs）形式实现。每项服务的注册表键必须在Parameters子键下有一个名为ServiceDll的值，指向相应的服务DLL文件。它们的ImagePath定义格式为%SystemRoot%\System32\svchost.exe -k %service group%；（即netsvcs）。共享同一SvcHost过程的服务指定相同参数，在SCM数据库中有单一条目。当首次用特定参数启动SvcHost过程时，它会查找HKLM\SOFTWARE\Microsoft\Windows NT\CurrentVersion\Svchost键下同名值，并将其解释为服务名称列表。然后它通知SCM所有它托管的服务。SCM不会为任何接收到的那些服务启动第二个SvcHost过程；相反，它只是向包含应启动该项业务名称并加载相应DLL SvcHost 的SvcHost过程发送“开始”命令。
根据2003年微软发布资料显示，共享服务的最小工作集大约150 KB, 而独立进程则需要800 KB。

### Windows 10中Service Host分组变化
从Windows 10版本1903开始，微软改变了将服务分组到主机进程中的方式。在客户端计算机系统拥有超过3.5 GB内存时，则不再将服务分组到共享主机进制度中。相反地, 每项服务都在自己独立流成里运行, 这样做提高了服务间隔离性, 让计算机系统对服务故障和漏洞更具有弹性且更容易调试, 然而这样也增加了一些内存开销。

### 服役标签
从Windows Vista开始, 在共享流成(包括svchost)内部标识服务通过所谓服役标签完成. 每个线程信息块(TEB)内部SubProcessTag 存储着线索标签. 主要服役线索随后启动所有线索均传播该标签, Windows线程池API间接创建线索除外.
目前一套服役标签管理程序是未公开API虽然被某些如netstat等windows工具使用以显示与各项服务相关联TCP连接情况. 也有第三方工具如ScTagQuery利用此API.

## 托管服务识别和管理
从Windows XP及后续版本开始, 命令tasklist /svc可显示每个列出流成(即每个正在运行svchost.exe实例)所运行之服务清单，并通过唯一流成ID号(PID)区分每个svchost实例。
在Windows Vista和 Windows 7 中，Windows任务管理器中的“服务”标签包含一个服务列表，显示它们的组和进程ID（PID）；在任务管理器的“进程”标签中右击一个svchost实例并选择“转到服务”，将切换到该服务列表并选中在相应svchost实例下运行的服务。
在Windows 8中简化了任务管理器界面使得用户可以通过点击展开每个svchost条目查看其内部运行之业务子列表。
Sysinternals Process Explorer（可从微软免费下载）提供了有关在svchost.exe进程下运行的服务的额外信息，当用户将鼠标悬停在Process Explorer中的svchost实例上时。
以上方法均无法让用户识别在一个svchost实例内运行的多个服务中哪一个访问了特定资源，例如处理器、磁盘、网络或内存；Windows资源监视器只能在进程级别记录（大部分）这些资源。但它确实可以在“CPU”标签上显示服务级别的处理器使用情况。可以使用命令netstat -b获取感知服务的TCP连接和UDP端口开放列表。
为了解决在svchost实例内运行的服务出现的其他类型问题，必须重新配置被怀疑引起问题的所有服务，使每个服务都在其自己的svchost实例中运行。例如，sc config foo type= own 将重新配置名为“foo”的服务，在其自己的svchost实例中运行。将类型改回共享是通过类似命令完成的。此类配置更改生效前必须重启服务。然而，这种调试过程并非万无一失；在某些情况下，可能会发生海森虫错误，即当服务单独运行时问题消失。
更复杂的故障排除方法是创建一个隔离的服务组。
在Windows 10中，从1703版本开始，Microsoft重新设计了svchost，使其只托管每个进程一个服务，具体取决于可用系统内存。如果系统至少有3.5 GB 的RAM，默认设置会使服务独立托管。

## 參看
- Microsoft Windows元件列表
- Windows NT啟動程序
- scvhost.exe - 一個名稱非常相似的後門木馬程式

## 外部連結
- Microsoft's Support Page on SVChost.exe（页面存档备份，存于）
- Process Library about SvcHost.exe（页面存档备份，存于）
- Svchost 进程分析器（页面存档备份，存于）
- How to find processes behind svchost.exe（页面存档备份，存于）

1. ↑  Russinovich, Solomon & Ionescu (2009:302頁)
2. ↑  Woody Leonhard. . InfoWorld. 16 December 2013  [1 October 2014]. （原始内容存档于2014-08-20）.
3. ↑  .   [1 October 2014]. （原始内容存档于2014-10-05）.
4. ↑  .   [1 October 2014]. （原始内容存档于2014-10-03）.
5. ↑  .   [1 October 2014]. （原始内容存档于6 October 2014）.
6. ↑  David B. Probert, "Windows Service Processes" （页面存档备份，存于）
7. ↑  . Microsoft. 2021-08-27  [2021-01-10]. （原始内容存档于2022-08-05）.
8. ↑  Russinovich, Solomon & Ionescu (2012:335頁)
9. ↑  Russinovich, Solomon & Ionescu (2012:335頁)
10. ↑  .   [1 October 2014]. （原始内容存档于2020-09-15）.
11. ↑  Whether this is useful is doubtful, it typically shows only the name of the service for the running web browser (e.g. it lists various items of information related to the internet connection and ports in use, but logs them all as simply "firefox.exe")
12. ↑  .   [1 October 2014]. （原始内容存档于2014-10-06）.
13. ↑  .   [1 October 2014]. （原始内容存档于2010-07-09）.
14. ↑  . Microsoft.   [30 April 2018]. （原始内容存档于2022-08-05）.